# Leptodactylus didymus
Leptodactylus didymus là một loài ếch thuộc họ Leptodactylidae.
Loài này có ở Bolivia và Peru.
Môi trường sống tự nhiên của chúng là rừng ẩm vùng đất thấp nhiệt đới hoặc cận nhiệt đới, đầm nước, đầm nước ngọt có nước theo mùa, vùng đồng cỏ, vườn nông thôn, các vùng đô thị, và rừng trước đây suy thoái nghiêm trọng.

## Hình ảnh

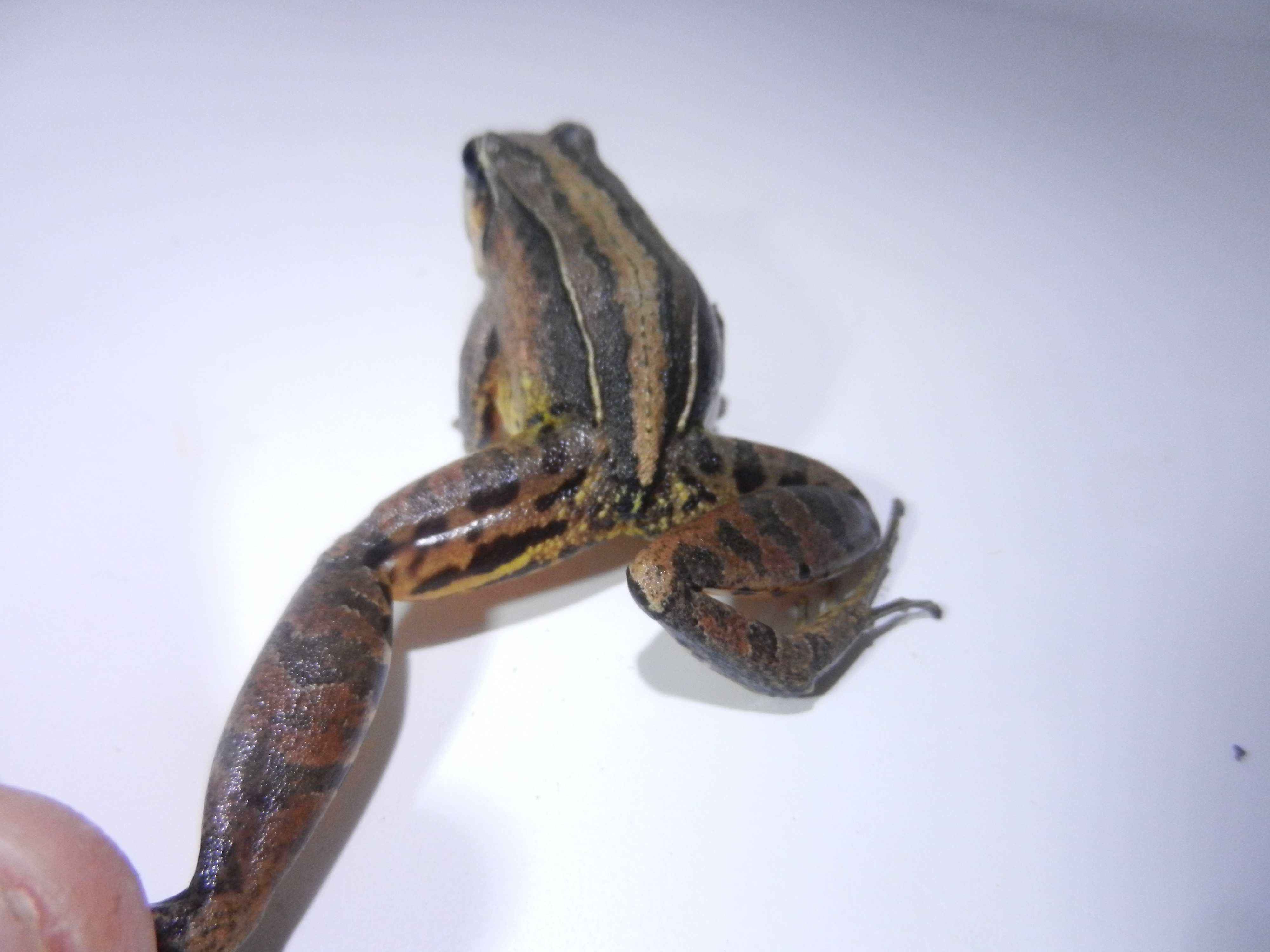
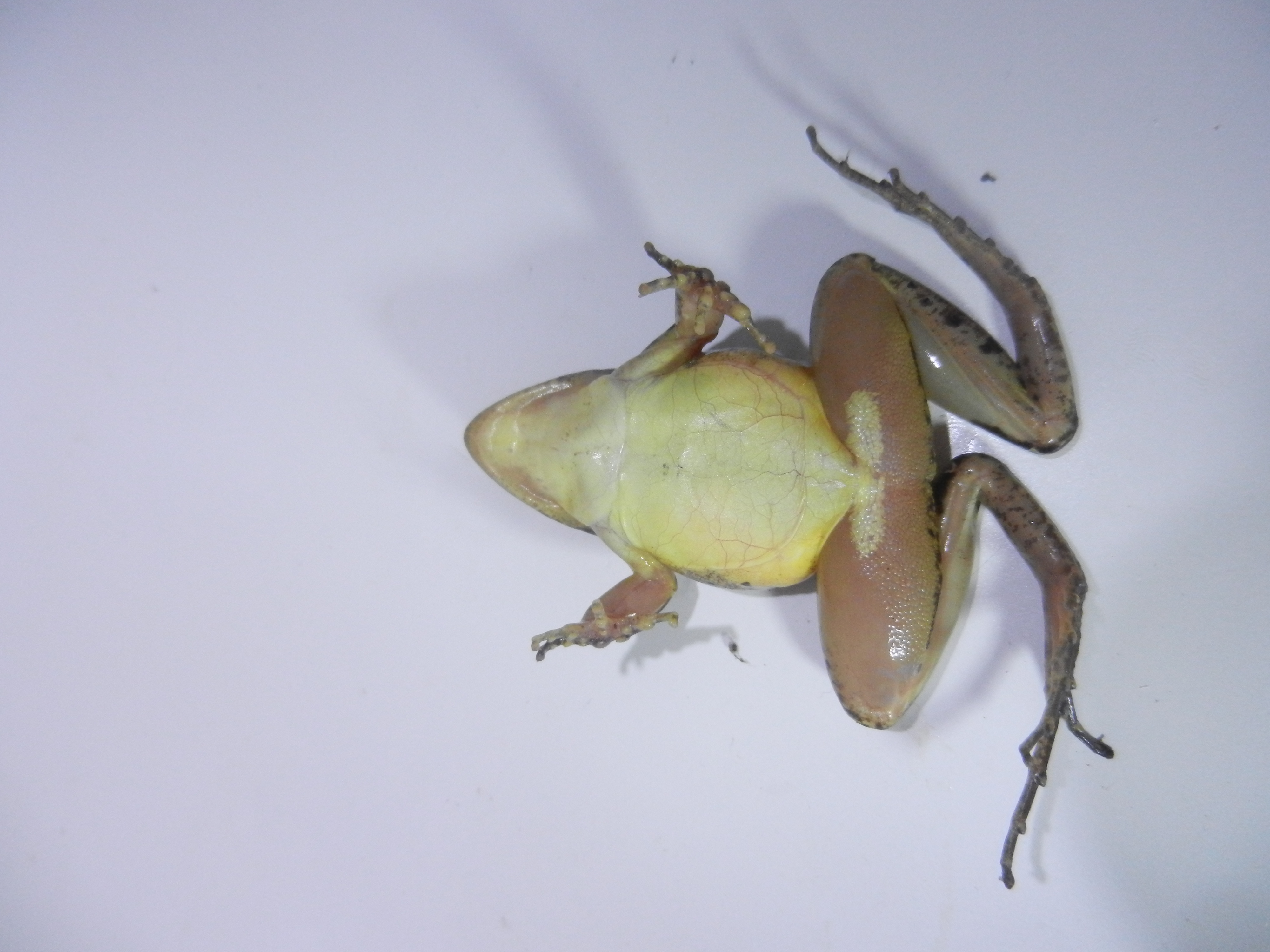